# 仙太郎
仙太郎（せんたろう、天保3年（1832年） - 明治7年（1874年）10月8日）は江戸時代～明治期の人物。安芸国瀬戸田村（現広島県尾道市）の出身。幼名は三太郎、のちに倉次郎。日本人で最初のバプテスト教会の信者である。

## 生涯

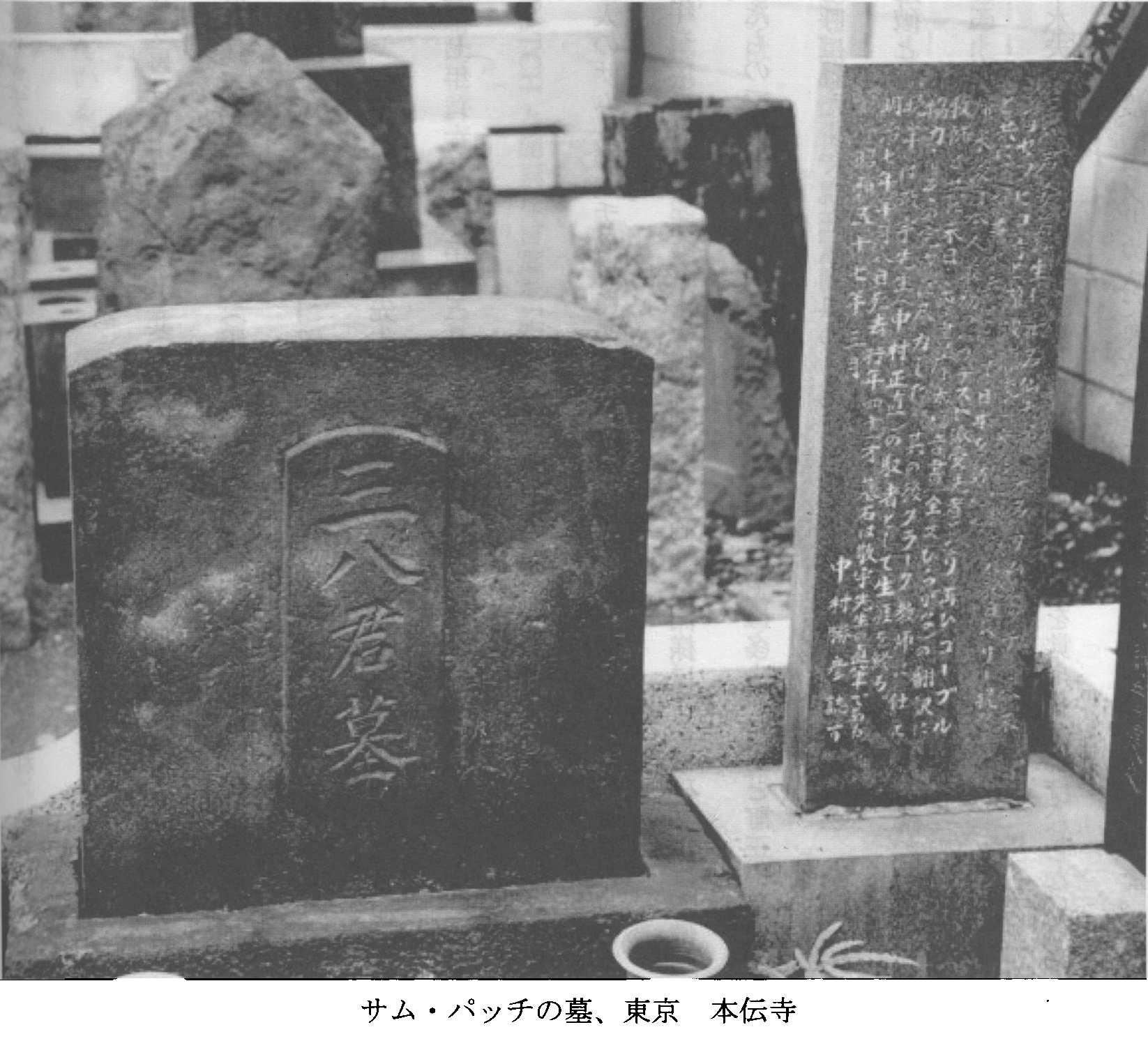
サム・パッチの墓、東京　本伝寺

天保13年（1842年）3月に母と、天保14年（1843年）11月に父熊蔵と死別し孤児となる。
嘉永3年（1850年）10月29日、乗船していた栄力丸が江戸からの帰路の途中、志摩の大王崎で激しい北風のため難破し、漂流。その後12月21日アメリカ商船・オークランド号に救助される。嘉永4年2月（1851年）オークランド号の目的地・サンフランシスコに行き、そこで約一年間停留する。
栄力丸の漂流民一行は、マシュー・ペリー率いる黒船艦隊が日本を訪れる際に同行させられることになる。嘉永5年2月2日軍艦セントメリー号に移され、3月3日ハワイに着いたが船頭の万蔵が病死した。残りの乗組員は9日後出航、香港へ向いアメリカ東洋艦隊のサスケハナ号に移される。香港で彦蔵・治作・亀蔵の3人は再びイギリス船でアメリカに渡航。岩吉、帳助、清太郎他10名は6年上海へ送られ、そこで定住していた日本人漂流者の音吉の支援を受けて脱走した。
こうして仙太郎ひとりのみがサスケハナ号に残され、真面目に働いた。同船のアメリカ人からはサム・パッチ（Sam Patch）と呼ばれており、一説によれば、「サム・パッチ」の名は、彼が絶えず呟いていた「心配、心配」から名付けられた渾名だと云われている（some＋(sin)pai=patch）。仙太郎はペリー艦隊の中での唯一の日本人として遠征に同行、日本に着いた際には通詞の堀達之助らと面会している。しかし、面会した幕府の役人を前に、平伏するばかりで何も言い出すことができなかった。幕府は帰国に身の安全を保証したが、仙太郎には処罰の恐怖が勝ったといわれている。
上陸を諦めた仙太郎は、再度アメリカに渡る。1855年に宣教師のゴーブルに引き取られニューヨークハミルトンのマディソン大学に共に入学するも、すぐに退学。ゴーフルの冷遇に耐えかねて入水未遂をする。1858年ハミルトンの第一バプテスマ教会で受洗。初の日本人受洗者となる。受洗名はサムエル・シンタロウ。
1860年にゴーフルに従い本当の帰国を果たした。ただし、自分の意志により、終生外国人居留地から出ることはなかった。
1862年 ゴーブル宣教師が居留地110番に転居。それに伴い、ゴーブルの使用人をしていた仙太郎はジェームス・ハミルトン・バラ宣教師の使用人となる。
1863年 横浜ユニオン教会設立。仙太郎はその結成メンバー13人のうち唯一の日本人として名を連ねている。
1866年にはマーガレット・テート・キニア・バラ(ジェームス・ハミルトン・バラの妻)に伴って渡米している。1871年、静岡藩の学問所の教員として招聘されたエドワード・ウォーレン・クラークのコックに雇われて日本に戻り静岡で暮らしたのち、クラークが開成学校の教員になると一緒に上京した。
1874年、脚気により死去。中村正直の計らいで、中村家の菩提寺である法華宗の本伝寺に葬られた。墓碑にはサム・パッチの音を取り、「三八君墓」と刻まれている。